# Beautiful Dreamer

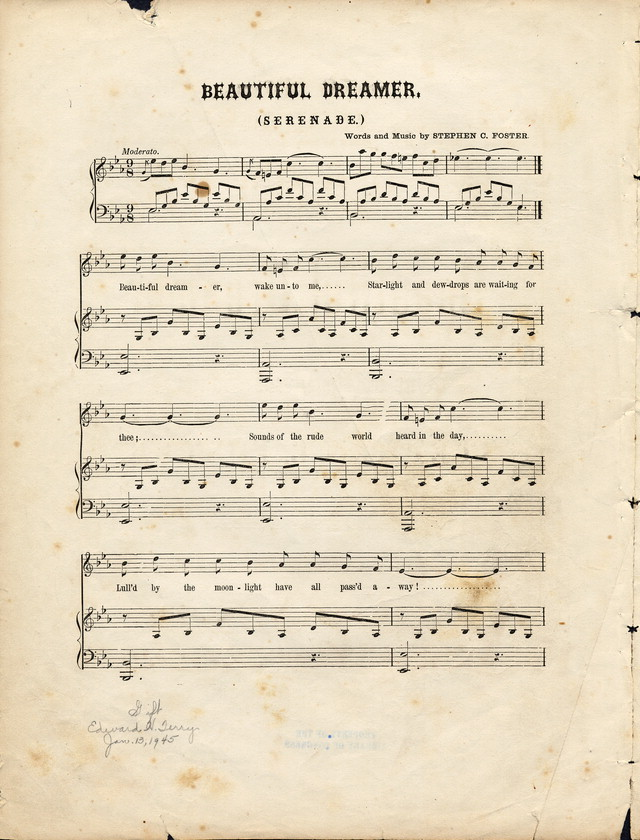
Spartito musicale del brano

Lo standard Beautiful Dreamer, scritto da Stephen Foster nel 1862, venne originariamente pubblicato nel 1864, ed è stato ripreso da decine di artisti nel corso degli anni.

## Cover

### I Beatles e correlati
I Beatles, i quali eseguivano la canzone in base all'arrangiamento doo-wop scritto da Gerry Goffin e Jack Keller, interpretarono Beautiful Dreamer durante la loro prima tournée, quella dei primi mesi del 1963 con Helen Shapiro; anche Rory Storm and the Hurricanes, band dove precedentemente suonava Ringo Starr, includevano lo standard nelle setlists dei loro lives. Una versione, registrata il 22 gennaio 1963 per la prima edizione dello show radiofonico Pop Go the Beatles, trasmesso sei giorni dopo, apparve sul doppio live album On Air - Live at the BBC Volume 2 (2013); in questa pubblicazione, i crediti del pezzo sono "Foster-Goffin-Keller"; nella stessa trasmissione vennero mandate in onda anche Some Other Guy, Keep Your Hands Off My Baby, Love Me Do e Please Please Me.

### Altre versioni
Sono state contate circa sessanta covers di Beautiful Dreamer; tra esse, spiccano quelle di Bing Crosby & John Scott Trotter (1940), la sopraccitata di Tony Orlando (1962), Roy Orbison, i Searchers, Billy J. Kramer con i Dakotas (tutti e tre nel 1963), Chet Atkins & Hank Snow (1964), David Schnaufer (1988) e Jerry Lee Lewis (1990).